# Радомир (връх)
Вижте пояснителната страница за други значения на Радомир.
Радомир (до 29 юни 1942 година Калабак, на гръцки: Σιδερόπετρα, Καλαμπάκ) е граничен връх в планината Беласица между България и Гърция. Радомир е висок 2029 m или 2030 m и е най-високият връх на Беласица в България.

## Местоположение
Върхът отстои на 9 километра югозападно от Петрич. Издига се на главното планинско било, западно от връх Дебело бърдо и източно от връх Лозен. Има пирамидална форма с много стръмни западни и южни склонове. Изграден е от метаморфни скали. Почвите са планинско-ливадни и кафяви горски. Обрасъл е със субалпийска тревна растителност. По билото му минава държавната граница между България и Гърция. Върхът е маркиран с гранична пирамида № 24. От него се открива красива панорамна гледка към Бутковското езеро (Керкини), река Струма и цялото Сярско поле. На изток се вижда билото до връх Конгур, а на запад – Лозен, Тумба и други. На север се откроява цялата долина на река Струмешница с наредените по нея села и планината Огражден.

## Име
До 1942 година той носи името Калабак, име все още използвано от местното население. Новото му име е дадено в чест на българския цар Гаврил Радомир.

## Туризъм
Връх Радомир е включен в инициативата на БТС „Покорител на 10-те планински първенци“. Печат има в хижите Конгур и Лопово.

### Маршрути
Основни изходни пунктове за изкачването му са град Петрич (6 часа), село Самуилово (5 часа) и хижите Лопово (2 часа), Конгур (3 часа) и Беласица (4,30 часа) на българска територия, както и село Мандраджик (6 часа) на гръцка територия.